# Trigonella pamphylica
Trigonella pamphylica är en ärtväxtart som beskrevs av Hub.-mor. och Sirj.. Trigonella pamphylica ingår i släktet trigonellor, och familjen ärtväxter. Inga underarter finns listade i Catalogue of Life.